# بیگناه
بیگناه یک مجموعه تلویزیونی محصول سال ۱۳۷۴ به کارگردانی حسین کامران،  می‌باشد که در برنامه «سیمای خانواده» از شبکه ۱ پخش شد.

## بازیگران
- سروش خلیلی